# Powellisetia microstriata
Powellisetia microstriata är en snäckart som först beskrevs av R. Murdoch 1905.  Powellisetia microstriata ingår i släktet Powellisetia och familjen Rissoidae. Inga underarter finns listade i Catalogue of Life.